# Marugame
Marugame (japonsky 丸亀市) je město v prefektuře Kagawě v Japonsku. K roku 2019 v něm žilo přes 109 tisíc obyvatel.

## Poloha a doprava
Marugame leží na severním břehu ostrova Šikoku na pobřeží Vnitřního moře. Prochází přes něj železniční trať Takamacu – Uwadžima.

## Dějiny
Marugame získalo status města v období Meidži v dubnu 1899. 